# دهدشتی
دهدشتی یکی از محلات بندر بوشهر واقع در منطقه ۱ شهر بوشهراست. محله دهدشتی محل سکونت مهاجرینی بود که از نواحی دهدشت به بندر بوشهر آمده و به تجارت مشغول بودند.
افرادی که از دهدشت به این محله مهاجرت کردند: حاج میرزا عبدالحیسین دهدشتی شاهرخ ،حاج محمد علی دهدشتی شاهرخ، حاج محمدحسین دهدشتی شاهرخ ، حاج عبدالکریم دهدشتی، حاج میرزا مصطفی دهدشتی شاهرخ ،حاج عبدالرضا دهدشتی شاهرخ، حاج محمدتقی دهدشتی شاهرخ از این دسته هستند . عده‌ای از تجار اهالی «دوان» در حوالی شهرستان کازرون نیز در این محله زندگی می‌کردند؛ مثل حاج مرتضی دوانی، حاج خلیل دوانی و ….
مرحوم سید محمدتقی حجت و فرزندش حاج سید ابراهیم حجت نیز از مجتهدان سرشناس این محله بودند. مصطفی گراشی نوحه خوان مشهور بوشهری اهل این محله است.

## اماکن مهم
- مسجد دهدشتی
- مسجد دوانی‌ها
- مسجد یا حسینیه پیر زن
- مسجد جامع عطار
- قسمت‌هایی از بازار قدیم بوشهر (امروزه این بازار موجود نیست)